# Fjällbacka
Fjällbacka es un pequeño pueblo de pescadores situado en la costa oeste en el municipio de Tanum de Suecia limitando con Noruega, entre Uddevalla y Strömstad. Toma su nombre de la montaña. La pesca y el comercio marítimo han descendido bastante. Actualmente, la industria es la principal ocupación de sus habitantes, aunque la artesanía y el comercio también son importantes. Esto es debido en gran parte a la  afluencia de turistas en los meses de verano. Fjällbacka está a 150 km de Gotemburgo, dista 165 km de Oslo y 520 km de Estocolmo. Tiene unos 1000 habitantes en invierno, esta población se eleva a 20 000 en verano.
Fjällbacka es conocida por su turismo y su larga historia. Además Ingrid Bergman vivió aquí cuando estaba en Suecia.

## Escudo
En el escudo se ve un barco que simboliza el transporte marítimo, dos peces que simbolizan la pesca y Mercurio que simboliza el comercio. 

## Historia

### El surgimiento
Fjällbacka debe su origen a la pesca. Fue aquí donde pescadores encontraron el sitio ideal para vivir. 
El nombre de Fjällbacka se debe a las llanuras que se encontraban al pie de la «montaña» (un cerro de 76 metros de altura).
No se sabe con exactitud la época en la que se construyó el pueblo, pero los primeros mapas datan de 1694.
En 1742 Pehr Kalm visitó la villa y la describió como «un nido de peces donde había multitud de pescadores».
Así es como ha ido cambiando el nombre del pueblo a lo largo de los años:

1617 - Fieldbacke

1625 - Fielbacka

1658 - Fielle Backe

1673 - Fiällebacka fiskeläggie

1695 - Fiällbacka

1806 - Fjellbacka

1881 – Fjällbacka (nombre oficial actual).

### La pesca del arenque
Durante un período de tiempo muy bueno para el arenque, que comenzó unos diez años después de la visita de Kalmy duró hasta finales de siglo, la población creció y la construcción aumentó. Se creó un nuevo barrio que estaba en la ladera de la colina, donde se encuentra la iglesia.
A mediados de la década de 1800 Fjällbacka había crecido aún más allá y Axel Emanuel Holmberg Bohusläns la describió en 1842 como «el pueblo con más pescadores».
Es a partir de este período que el comercio se torna muy importante para Fjällbacka, y se convierte así en un pilar para el distrito.
En la década de 1870 volvió el arenque. Esta fue una mejor época para el arenque y para el pescado en salazón. Las fábricas de aceite de arenque y de conservas de arenque resurgieron.
En este periodo se inventó en Fjällbacka la sardineta con especias, llamada anchoa.
El aceite de anchoa se utilizaba como combustible para la iluminación de ciudades como París. Otros residuos se utilizaban también como fertilizantes.

### Navegación
La marina mercante floreció en la misma época que el arenque. Y es que la pesca del arenque fue la que hizo crecer la plataforma económica de las muchas empresas que tenían su sede en Fjällbacka. La flota de carga en 1880 consistía en un buque de acero, cuatro barcas, dos bergantines, tres goletas, dos corbetas y dos yates.
La profesión de capitán de barco es la tradición familiar que más contribuyó al éxito del transporte porque había gran número de personas con conocimientos de navegación. Los conocimientos de estos comandantes y capitanes se transmitían a través de las generaciones. Sin embargo lo,s capitanes de barcos de alta mar deberían obtener un graduado consiguiendo el título de capitán «koopverdie» (capitán civil). 

### La industria de la piedra
La extracción y la transformación de la piedra empezó en 1890, pero la época de mayor apogeo fue la de 1940. Un monumento recuerda esto.

## Personaje ilustre
- Camilla Läckberg, escritora del género de novela negra.